# Justin Hartley
Justin Scott Hartley (Knoxville, Illinois, 1977. január 29. –) amerikai színész. Reklámokban dolgozott, majd Los Angeles-ben szerepet kapott a Passions szappanoperában. Egy tékozló fiút alakított 3 éven keresztül (Crane fiát), és itt szeretett bele feleségébe Lindsay-be. A hírnevet a Smallville sorozat hozta meg neki, mint a híres milliárdos Oliver Queen aki felveszi a harcot a gonosszal, és Lex Luthorral, mint Zöld Íjász (Green Arrow).

## Karrier
2002-2006 a Passions c. szappanoperában Fox Crane szerepét játssza. 2006-ban az Aquaman főszerepét alakítja, amit az amerikai CW csatorna végül nem vásárolt meg, de az interneten elterjesztett pilot később igen nagy népszerűségnek örvendett. Még ebben az évben a Smallville sorozat 7 epizódjában szerepelt, mint Oliver Queen. Majd 2008-ban tért vissza és vált állandó szereplőjévé a híres Superman-ihlette sorozatnak.

## Magánélete
Justin, a Southern Illinois University és a The University of Illinois szakán végzett Chicagóban történelem és színészet szakon. A bátyját Nathan-nek hívják, a húgai Megan, és Gabriella névre hallgatnak.
Szereti a baseballt. Kedvenc csapata a Cubs, és a Dodgers.
Orland Parkban, Illinoisben nőtt fel.
Középiskolában több féle sportban jeleskedett. Többek közt baseball, kosárlabda, és foci. Szereti nézni a profi birkózást. Szeret kertészkedni.
Chris Hartley unokaöccse. (Chris híres színész, 59-ben született, és rengeteg filmben szerepelt).
Jelenleg Los Angelesben lakik. Kutyáját Gooch-nak hívják, aki terrier és beagle keveréke, a cicáját pedig Gracie-nek nevezte el.
2003-ban a Passions forgatásán megismerkedett Lindsay Kormannal (Theresa Lopez-Fitzgerald szerepét játszotta), akit hat hónap után, 2003 november 13-án eljegyzett. 2004 május 1-jén házasodtak össze, július 3-án megszületett első gyermekük Isabella Justice, majd 2012-ben elváltak.

## Filmográfia

### Filmek
- 2005	Race You to the Botton (Joe)
- 2007	Spellbound		(Danny)
- 2008	Austin Golden Hour	(Rhett Clark)

Red Canyon		(Tom)
- 2009	Spring Breakdown	(Todd)

A Way with Murder	(Ted Rawlings)
Meafault		(Dan Lane)
Smallville: Absolute Justice	(Oliver Queen/Zöld Íjász)

### Sorozatok
- 2006 – Aquaman (Arthur Curry)
- 2002-2006 – Passions (Fox Crane)
- 2006 – Smallville (Oliver Queen/Zöld Íjász)
- 2007 – CSI:NY (Elliot Bevins)
- 2007 – Döglött akták : Néma szenvedés (Mike Delaney)
- 2011 Szívek doktora (Jessie Kinsella)
- 2012 – 2013 – Emily doktornő (Will Collins)
- 2013 – 2014 – Bosszú (Patrick Osbourne)
- 2014 – Mistresses (Scott)
- 2017 – Rossz anyák karácsonya (Ty Swinter)

## Fordítás
- Ez a szócikk részben vagy egészben  a   Justin Hartley című angol Wikipédia-szócikk ezen változatának fordításán alapul.  Az eredeti cikk szerkesztőit annak laptörténete sorolja fel. Ez a jelzés csupán a megfogalmazás eredetét és a szerzői jogokat jelzi, nem szolgál a cikkben szereplő információk forrásmegjelöléseként.
- A google fordító segítségével készült fordítás. tv.com. (Hozzáférés: 2010. július 5.)